# Фотоотпорник
Фотоотпорник је отпорник чији се отпор мијења под утицајем свјетлости која пада на њега. Због те особине, налази примјену као електронски сензор (осјетило).
Фотоотпорник је начињен од полупроводног материјала. Ако су фотони свјетлости који падају довољно високе фреквенције (довољне енергије), даће везаним електронима довољно енергије да постану слободни електрони у полупроводнику. Са тиме се смањује отпор фотоотпорника под утицајем свјетлости.

## Примјена
Фотоотпорници постоје као разни типови. Користе се као детектори свјетлости у фото-апаратима, уличним свјетлима, сигурносним ноћним алармима и другдје. Посебне врсте се користе за детекцију у инфрацрвеном спектру.

## Материјал
Кадмијум-сулфид (CdS) је најчешћи материјал. Олово-сулфид (PbS) и Индијум-антимонид се користе у средњем инфрацрвеном спектру. Германијум-бакар (Ge, Cu) детектори се користе у даљњем инфрацрвеном спектру, у инфрацрвеној астрономији и спектроскопији.

## Симбол
Симбол фотоотпорника је приказан на слици.

## Предности и мане
Предности су ниска цијена и поузданост, а мане спора реакција. Обично је потребно неколико
секунди за пуну промјену отпора при наглој промјени освјетљења.
Због спорости, фототранзистори и фотодиоде се користе за примјене које зависе о брзини реакције елемента.